# Interlift

Logo der interlift

Die interlift findet als Weltleitmesse für Aufzugtechnik alle zwei Jahre auf dem Messegelände in Augsburg statt. Veranstalter ist die AFAG Messen & Ausstellungen GmbH.

## Kennzahlen
Bei der interlift im Jahr 2013 präsentierten sich insgesamt 515 Aussteller aus 40 Ländern (bei einem Auslandsanteil von 70 Prozent) auf einer Bruttofläche von 48.000 m² dem Fachpublikum. 18.918 Besucher bei einem Auslandsanteil von 54 Prozent bedeuteten einen neuen Rekordwert für die Messe.

## Standort
Die interlift findet seit 1991 alle zwei Jahre im Herbst auf dem Gelände der Messe Augsburg statt und vergrößerte dabei kontinuierlich die in Anspruch genommene Fläche: So erfolgte von 2001 mit 22.000 m² bis 2013 mit 48.000 m² mehr als eine Verdopplung der Bruttofläche. Ab 2025 wird die Messe auf dem Nürnberger Messegelände ausgetragen.

## Termin
Die nächste Interlift findet vom 17. bis 20. Oktober 2023 statt.